# Puerto de la Puebla
El puerto de la Puebla es un puerto de montaña de la Comunidad de Madrid (España), situado en plena sierra de Ayllón, a 1636 metros de altitud. Su cima está en el kilómetro 27 de la carretera M-130, entre las localidades de Prádena del Rincón y Puebla de la Sierra.
Atraviesa de norte a sur la sierra del Lobosillo, para desembocar en el valle de la Puebla. Al final acaba en Puebla de la Sierra descendiendo hasta unos 1100 metros de altitud, quedando en el medio del valle entre montañas de casi 1900 m s. n. m.
Desde el puerto parten numerosas rutas de senderismo, pues se encuentra en una zona de montaña aunque explotada turísticamente.